# Stenen Kip
De Stenen Kip is een kleine attractie op het Anton Pieckplein in het Nederlandse attractiepark de Efteling. De attractie is in feite een verkoopautomaat die vormgegeven is als een kip die tegen betaling plastic eieren legt met daarin een klein stukje speelgoed. De automaat is sinds 1955 in het park te vinden en werd bedacht door Peter Reijnders en Anton Pieck. 

## Trivia
- De attractie is de oudste van de vier gethematiseerde verkoopautomaten in de Efteling. De andere drie zijn de Gekroonde Eend, het Smidje en Ezeltje Strek Je.
- In 2002 en 2004 legde de Stenen Kip gouden eieren waarmee een prijs kon gewonnen worden.

Lijst van attracties in de Efteling · Lijst van sprookjes in de Efteling · Afbeeldingen